# 白川村立白川小学校椿原分校
白川村立白川小学校椿原分校 （しらかわそんりつ　しらかわしょうがっこう　つばきはらぶんこう）は、かつて岐阜県大野郡白川村に存在した公立小学校の分校。

## 概要
- 白川小学校[注釈 1]の分校であり、白川村北部の椿原地区に存在した。1979年時点の児童数は4名。また、芦倉地区には椿原分校の冬季分校として、白川小学校椿原分校芦倉冬季分校が設置されていた。
- 昭和50年代前半まで、椿原地区と白川小学校のある鳩谷地区を結ぶ国道156号は庄川沿いの狭隘道路であり、崖崩れによる通行止めや冬季通行止めで交通の便が悪かった。1980年に鳩谷から小白川方面への国道156号の改修完了により道路事情が良くなったことから、1980年に廃校となった。

## 沿革
- 1874年（明治7年）5月 - 鳩谷学校の支校として、椿原村に鳩谷学校椿原支校が開校。椿原村、有家ヶ原村、芦倉村、小白川村、内ヶ戸村、加須良村の児童が通学する。民家を仮校舎とする。
- 1875年（明治8年） - 芦倉村、有家ヶ原村、飯島村、牛首村、内ヶ戸村、大窪村、大牧村、尾神村、荻町村、加須良村、小白川村、木谷村、島村、椿原村、野谷村、鳩谷村、平瀬村、福島村、馬狩村、牧村、御母衣村が合併し、白川村が発足。
- 1890年（明治23年）11月 - 椿原簡易科小学校[注釈 2]に改称する。
- 1892年（明治25年）4月 - 白川村内の学校の統合により、白川尋常小学校椿原分教場となる。加須良地区に椿原分教場加須良臨時派出所を設置。
- 1894年（明治27年）4月 - 白川尋常高等小学校椿原分教場に改称する。
- 1901年（明治34年）4月 - 白川村大字椿原字水上に校舎を新築し、移転。
- 1904年（明治37年）11月 - 火災により校舎を全焼。民家等を仮校舎とする。
- 1906年（明治39年）5月 - 白川村大字椿原字芦倉に移転。校舎は村内の旧・紡績工場の建物を移築。
- 1907年（明治40年） - 小白川地区の白川尋常高等小学校小白川臨時出張所が椿原分教場に移管され、椿原分教場小白川臨時派出所となる。
- 1908年（明治41年）9月 - 白川村大字椿原字水上に校舎を移築し、移転。
- 1923年（大正12年）5月 - 加須良臨時派出所が白川尋常高等小学校加須良分教場、小白川臨時派出所が白川尋常高等小学校小白川分教場として独立する。
- 1931年（昭和6年） - 暴風により校舎の屋根が破損。約1ヶ月間、斉入寺[注釈 3]を仮校舎とする。
- 1941年（昭和16年）4月1日 - 白川国民学校椿原分教場となる。
- 1947年（昭和22年）4月1日 - 白川村立白川小中学校椿原分校となる。白川村大字椿原字芦倉[注釈 4]に椿原分校芦倉冬季分校を設置する。
- 1952年（昭和27年）6月 - 関西電力椿原発電所の工事のため、校舎を取り壊す。斉入寺を仮校舎とする。
- 1953年（昭和28年）6月 - 白川村大字椿原字家ノ高に校舎（木造2階建）を新築し、移転。
- 1969年（昭和44年）3月 - 小中学校併設を解消し、白川小学校、白川中学校はそれぞれ単独校となる。白川小中学校椿原分校は白川小学校椿原分校、白川中学校椿原分校となるが、引き続き小中併設の分校となる。
- 1979年（昭和55年）3月 - 芦倉冬季分校を廃止。
- 1980年（昭和55年）3月 - 椿原分校を廃校。椿原地区の児童は白川小学校へ村有車での通学となる。